# Antinaco (Catamarca)
Antinaco es una localidad del Departamento Tinogasta, en el oeste de la Provincia de Catamarca, Argentina.

## Geografía

### Población
Según el Instituto Nacional de Estadística y Censo (Indec), en el censo de 2 010, la  localidad cuenta con 105 habitantes, lo que representa un incremento del 7,2 % frente a los 98 habitantes del censo de 2 001.

### Sismicidad
La región de Catamarca se caracteriza por una sismicidad frecuente de baja intensidad y períodos de silencio sísmico para terremotos de magnitud media a grave, los cuales se registran aproximadamente cada 30 años en áreas aleatorias.
Entre los eventos más destacados en la región se incluyen:
- 21 de marzo de 1 892, a la 1:45 UTC-3, con una magnitud de 6,0 en la escala de Richter (terremoto de Recreo de 1 892).
- 4 de febrero de 1 898, a las 12:57 UTC-3, con una magnitud de 6,4 en la escala de Richter (terremoto de Catamarca de 1 898).
- 21 de octubre de 1 966, a las 12:39 UTC-3, con una magnitud de 5,0 en la escala de Richter.
- 3 de noviembre de 1 973, a las 14:17 UTC-3, con una magnitud de 5,8 en la escala de Richter.
- 7 de septiembre de 2 004, a las 8:53 UTC-3, con una magnitud de 6,5 en la escala de Richter (terremoto de Catamarca de 2 004).[1]